# Salem, Baden-Württemberg
Salem là một đô thị ở huyện Bodenseekreis, bang Baden-Württemberg, miền Nam nước Đức. Nơi này nằm cách Hồ Constance 9 km về phía bắc, với dân số là 11.100 người.

## Địa lí
Địa phương này nằm cách Überlingen khoảng 9 km về phía đông và cách Meersburg ở Linzgau 10 km về phía đông bắc. Làng Oberstenweiler nằm cạnh đỉnh của Núi Gehrenberg cao 600 m. Huyện có diện tích khoảng 6270 ha (tính đến ngày 31 tháng 12 năm 2014).

## Địa phương lân cận
Salem tiếp giáp với Überlingen, Meersburg, Bermatingen, Heiligenberg, Deggenhausertal, Frickingen và Uhldingen-Mühlhofen.

## Phân chia hành chính
Thị trấn Salem bao gồm 11 làng (Tính đến ngày 31 tháng 12 năm 2014):
- Salem Stefansfeld (thủ phủ): 743 ha
- Beuren: 888 ha
- Buggensegel: 361 ha
- Grasbeuren: 347 ha
- Mimmenhausen: 628 ha
- Mittelstenweiler: 314 ha
- Neufrach: 1030 ha
- Oberstenweiler: 324 ha
- Rickenbach: 171 ha
- Tüfingen: 911 ha
- Weildorf: 551 ha

## Thư viện ảnh

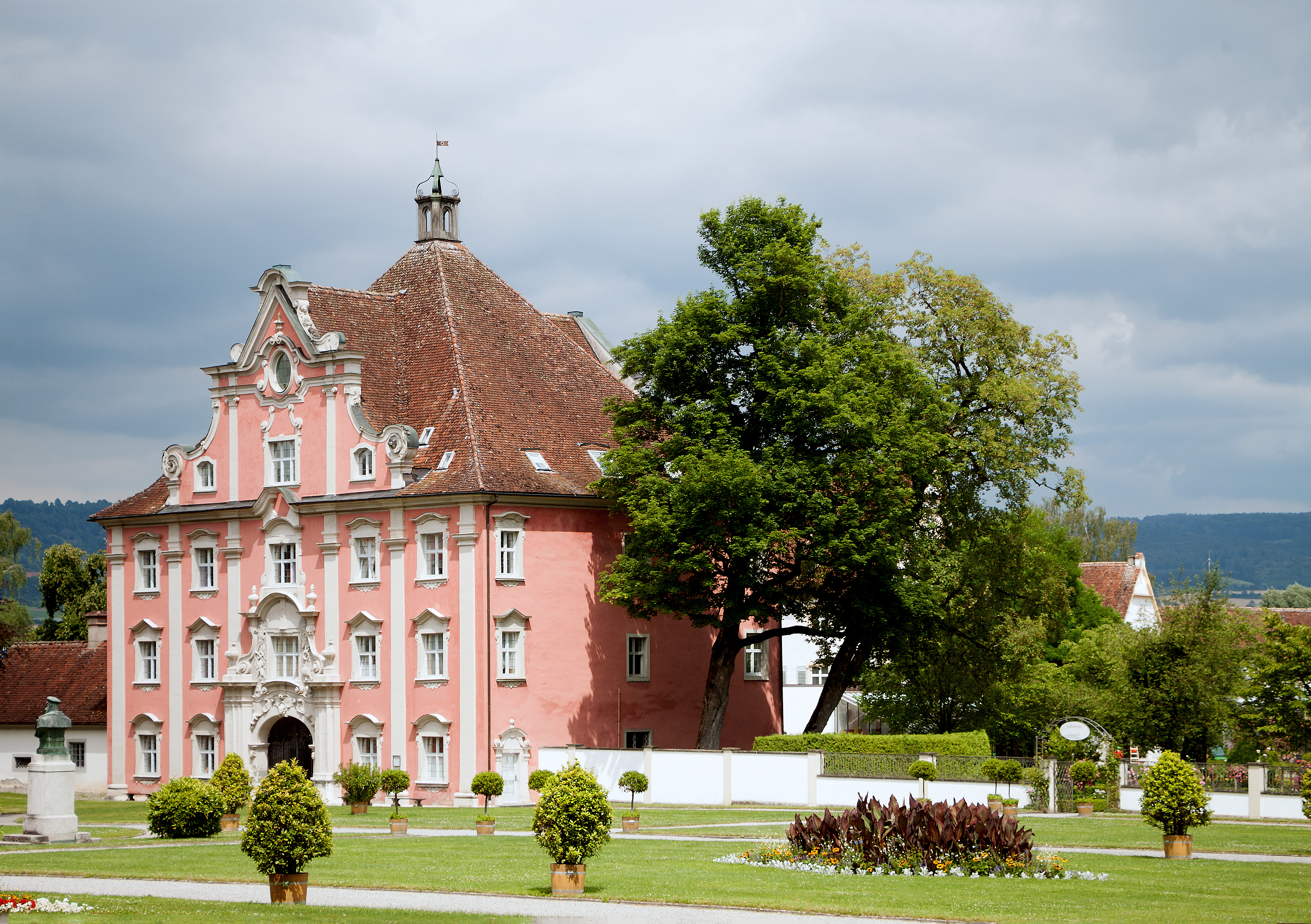
Tu viện Salem
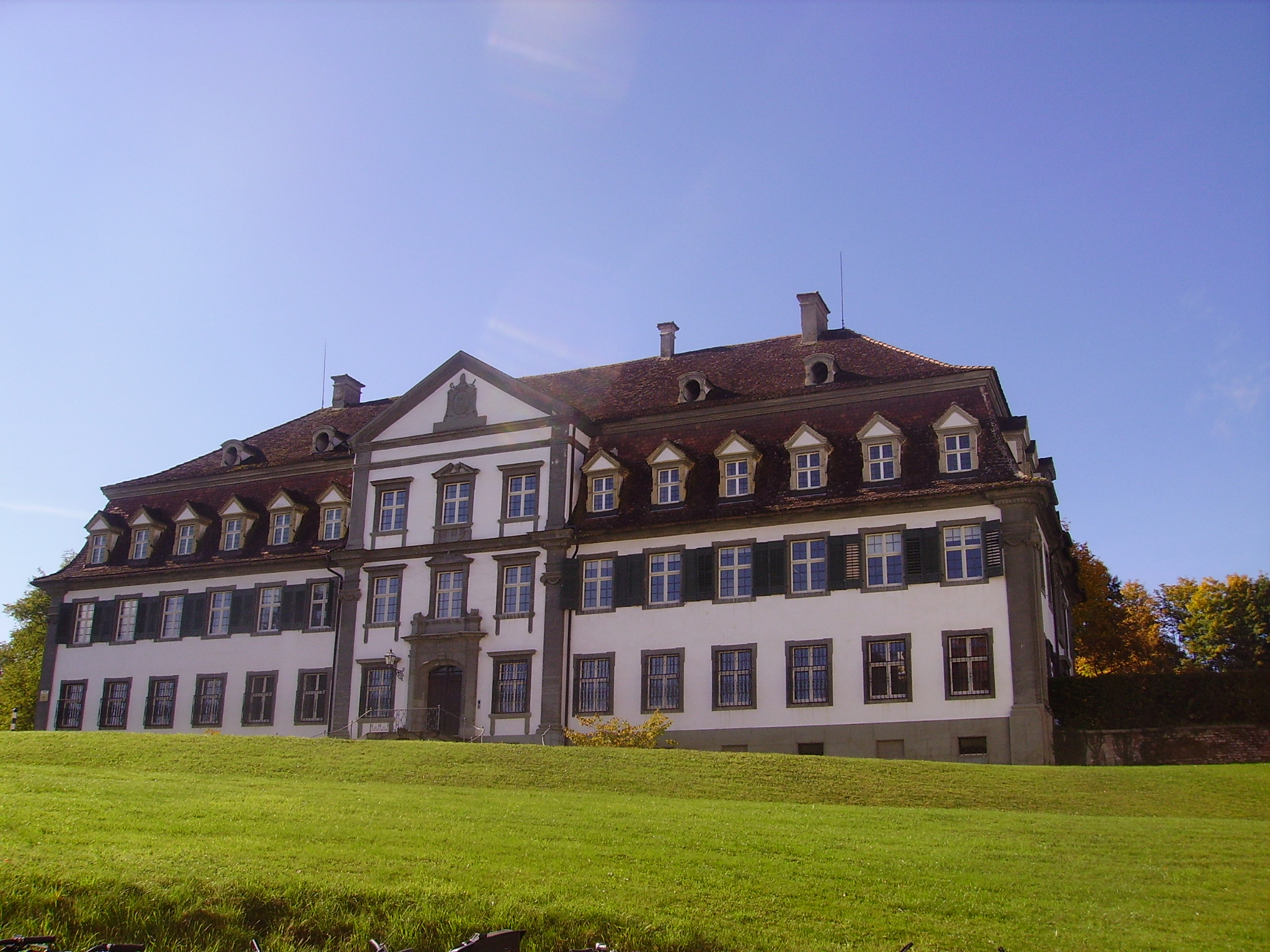
Nhà nội trú của Tu viện ở Salem
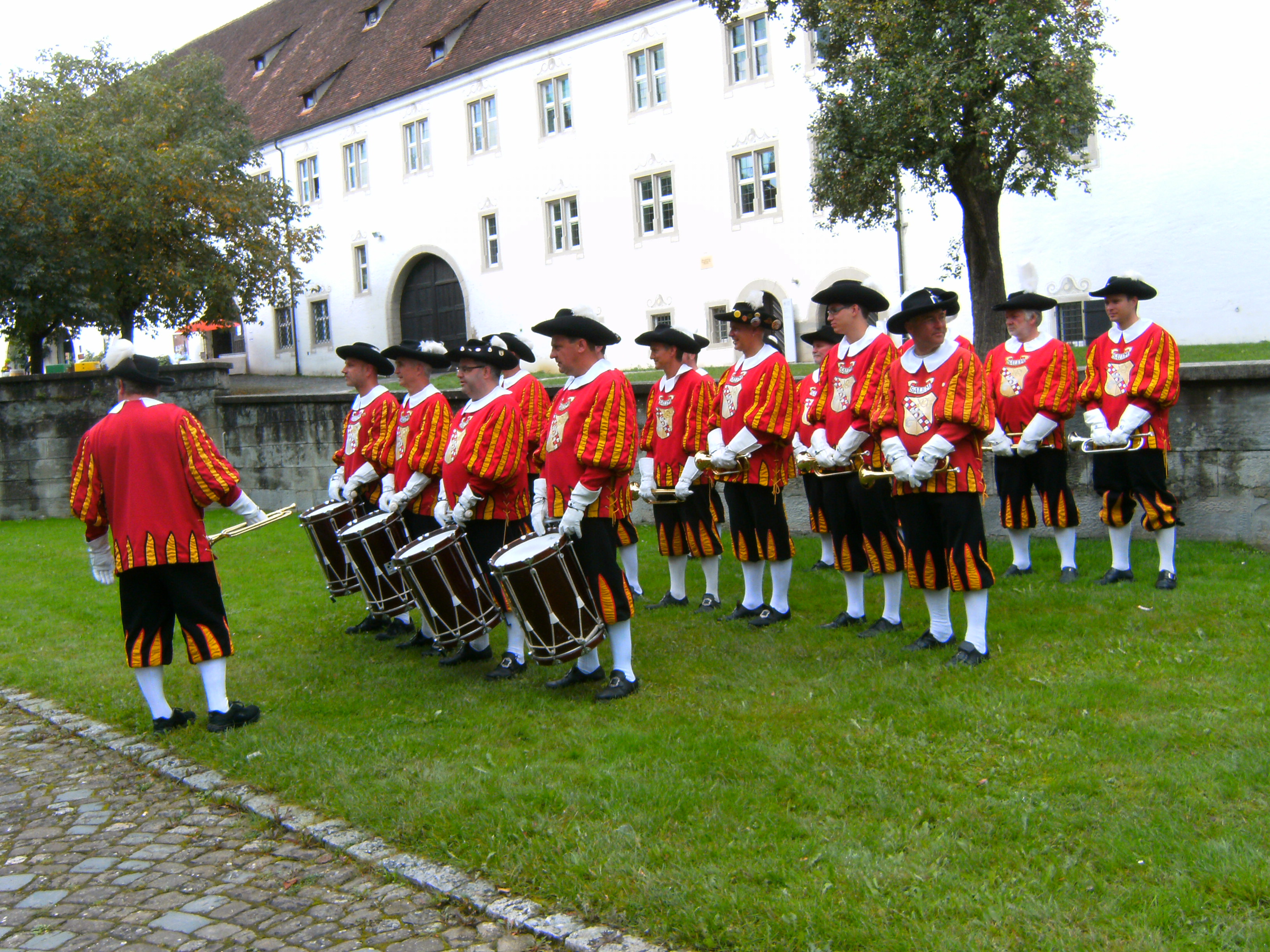
Salem Fanfarenzug